# Jan Procházka (politik KSČ)
Jan Procházka (* 4. října 1943) byl český a československý politik Komunistické strany Československa, funkcionář SSM a poslanec Sněmovny národů Federálního shromáždění za normalizace.

## Biografie
K roku 1971 a 1976 se profesně uvádí jako tajemník Ústředního výboru Socialistického svazu mládeže.
Ve volbách roku 1971 zasedl do české části Sněmovny národů (volební obvod č. 6 - Praha 6, hlavní město Praha). Mandát obhájil ve volbách roku 1976 (obvod Třebíč-Brno-venkov) a volbách roku 1981 (obvod Třebíč). Ve FS setrval do konce funkčního období, tedy do voleb roku 1986.